# おみくじ

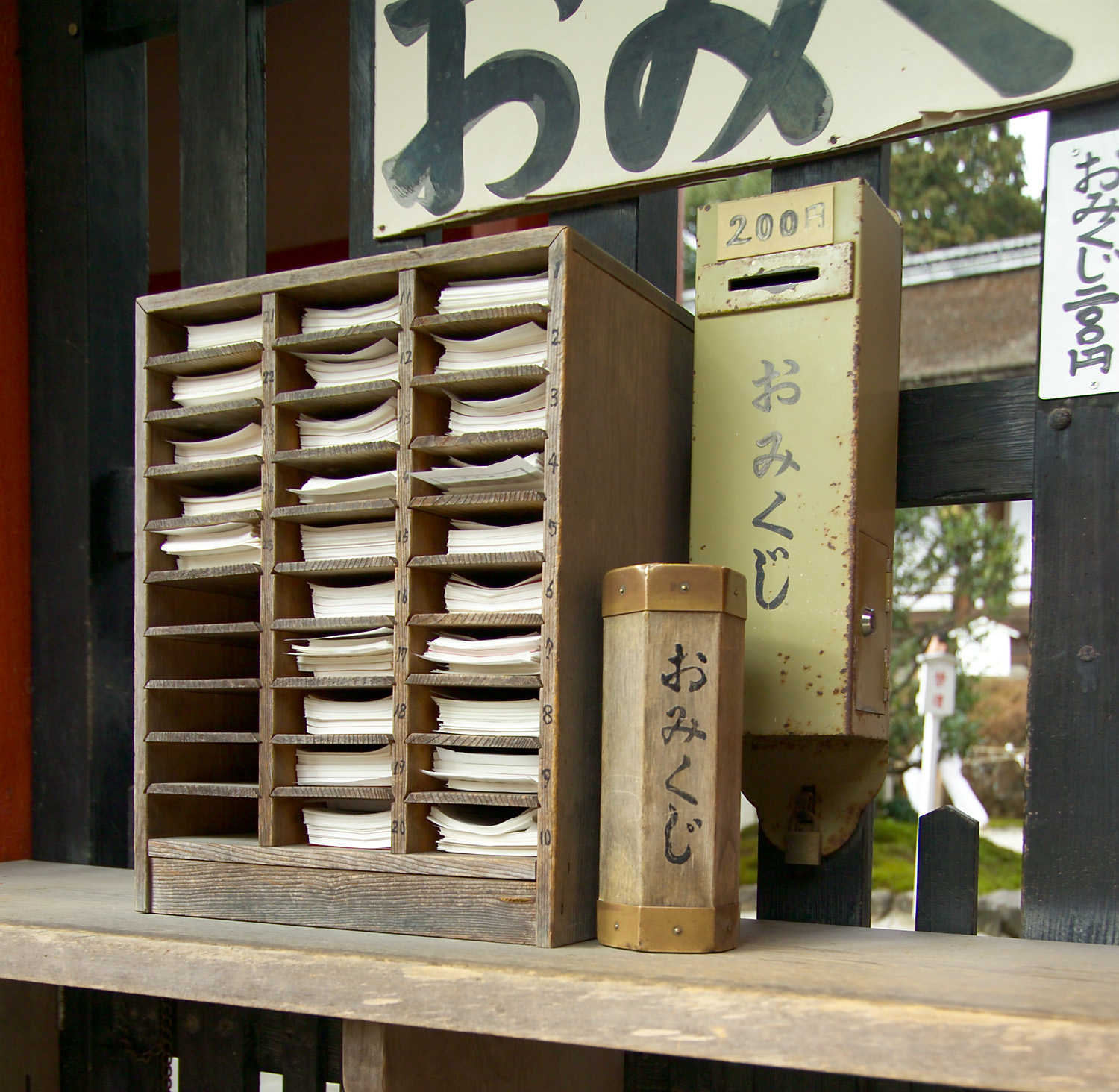
左から、籤の並んだ棚、御神籤箱、料金箱（上賀茂神社：京都市）

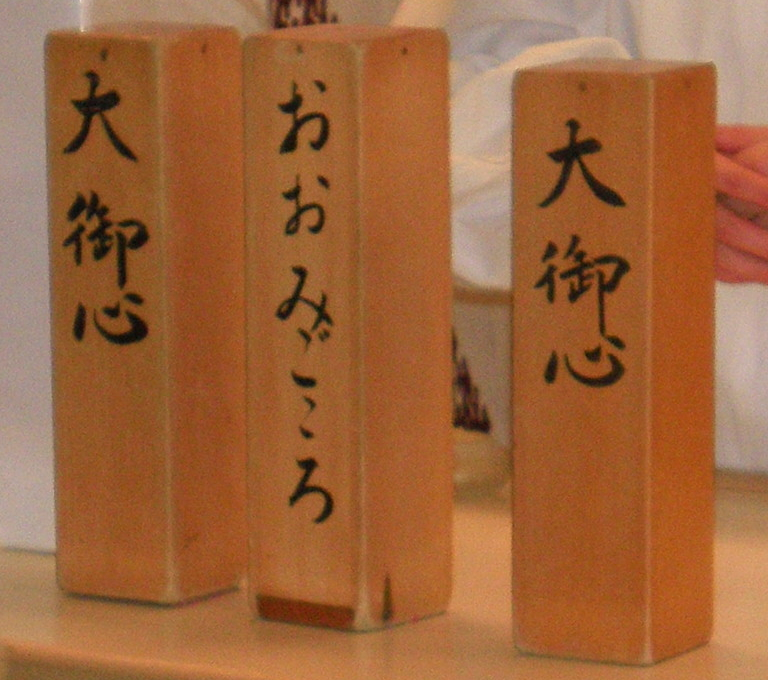
御神籤箱

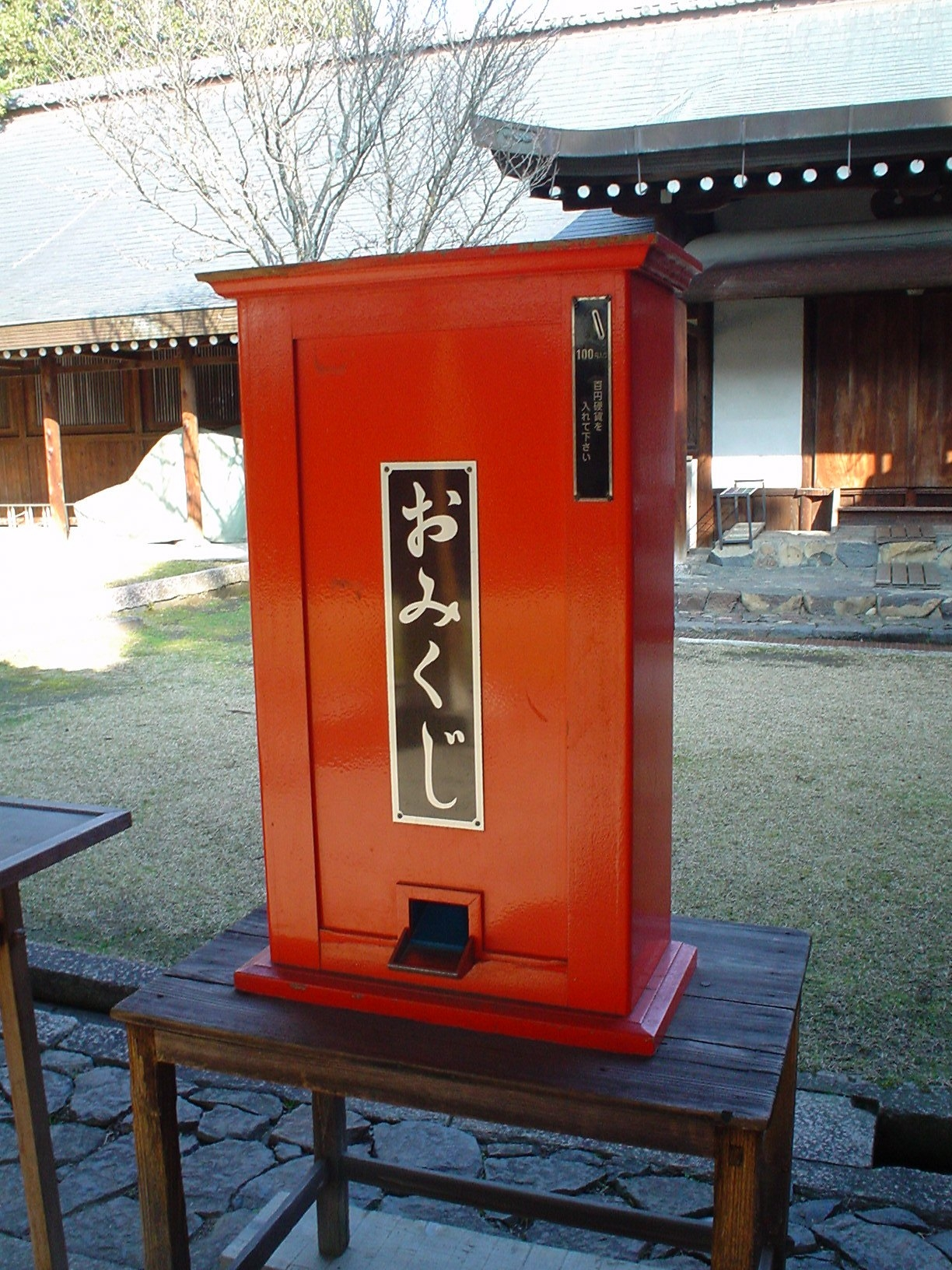
おみくじ自動頒布機

おみくじ（御神籤・御御籤・御仏籤またはみくじ・神籤・御籤・御鬮・仏籤）とは神社・仏閣などで吉凶を占うために引く籤である。
「みくじ」は「くじ」に尊敬の接頭辞「み」をくわえたもので、漢字で書くときは「御籤」とするか、神社のものは「神籤」、寺のものは「仏籤」とする。ただし厳密には問題があるが、区別せず「神籤」とすることもある。現在では、みくじ箋（みくじ紙）と呼ばれる紙片を用いるものが一般的である。

## 歴史
古代においては国の祭政に関する重要な事項や後継者を選ぶ際に神の意志を占うために籤引きをすることがあり、これが神籤の起源とされている。多くの神社仏閣でみられる現在のおみくじの原型は元三慈恵大師良源の創始とされている（比叡山の元三大師堂は「おみくじ」発祥の地として知られる）。元三大師が観音菩薩より授かったとされる五言四句の偈文100枚のうち1枚を引かせ、偈文から進むべき道を訓えたのが原型とされる。籤に番号と五言四句が記されているのはこの偈文100枚が由来である。
おみくじも籤の一種だが特に神仏の霊威を意識したものを「みくじ」や「おくじ」、それ以外の日常的趣向的なものを「くじ」と呼ぶようになった。現在の神籤は参詣者が個人の吉凶を佔うために行われるもので、これは鎌倉時代初期から行われるようになった。当時は自分で籤を用意するのが一般的であった。

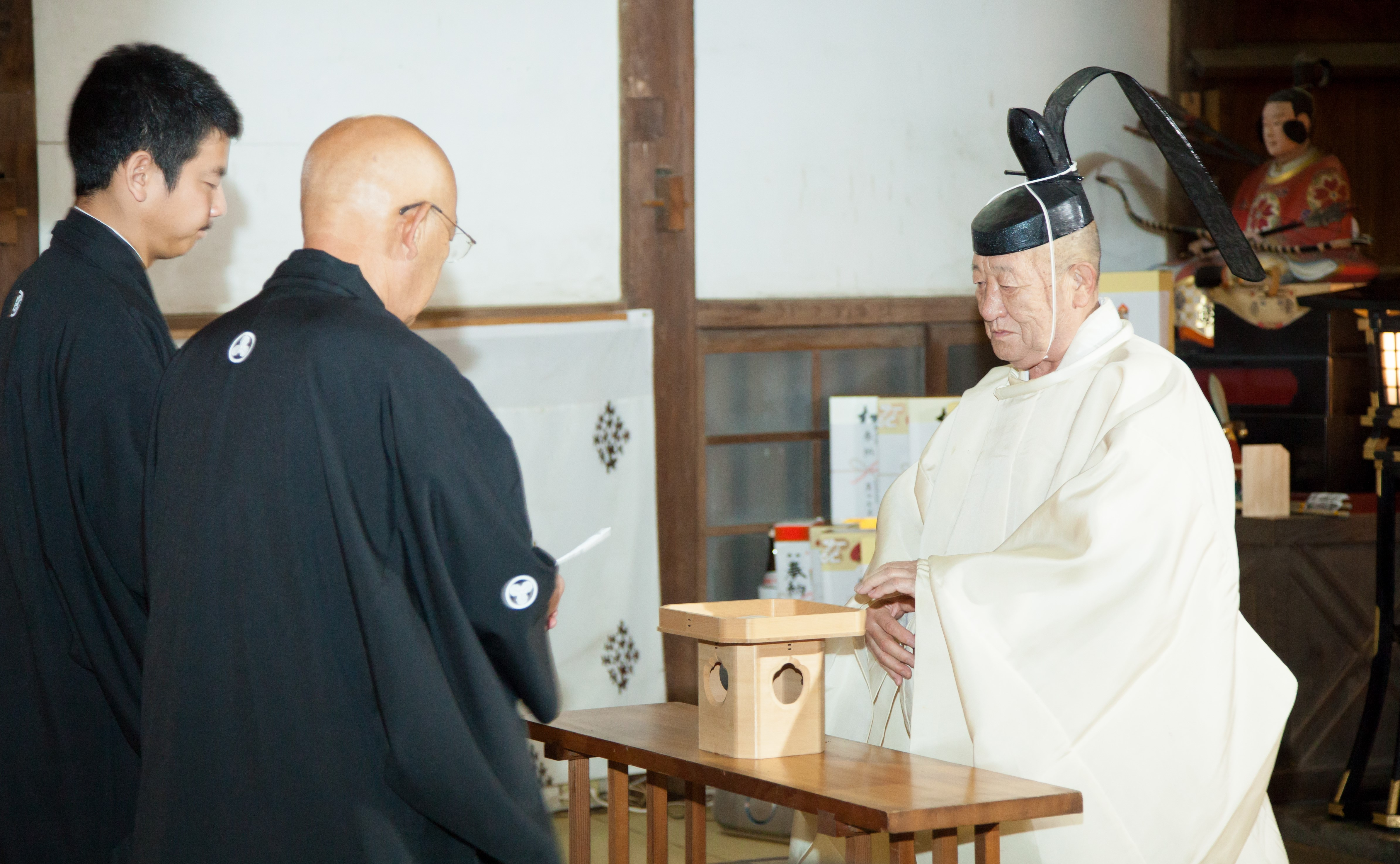
冨士山下宮小室浅間神社 流鏑馬祭り宵祭りでの神籤神事（2014.9.18撮影）

現在でも、神の意志を占うために各地の神社での神事に神籤が使われているところもある。例として、山梨県富士吉田市の冨士山下宮小室浅間神社では例祭の流鏑馬祭りの一連の神事にて、流鏑馬の参加資格、担当する神馬、走らせる順番、使用する鞍などの道具が神籤によって決められている。

## みくじ箋

### 奉製
おみくじの7割近くは女子道社（山口県周南市）によって奉製されている。英語版は外国人観光客向けに日本国内の寺社に奉製されるほかハワイなど日本国外への輸出も行われている。おみくじは各神社で独自に宮司などによって作られている場合もある。

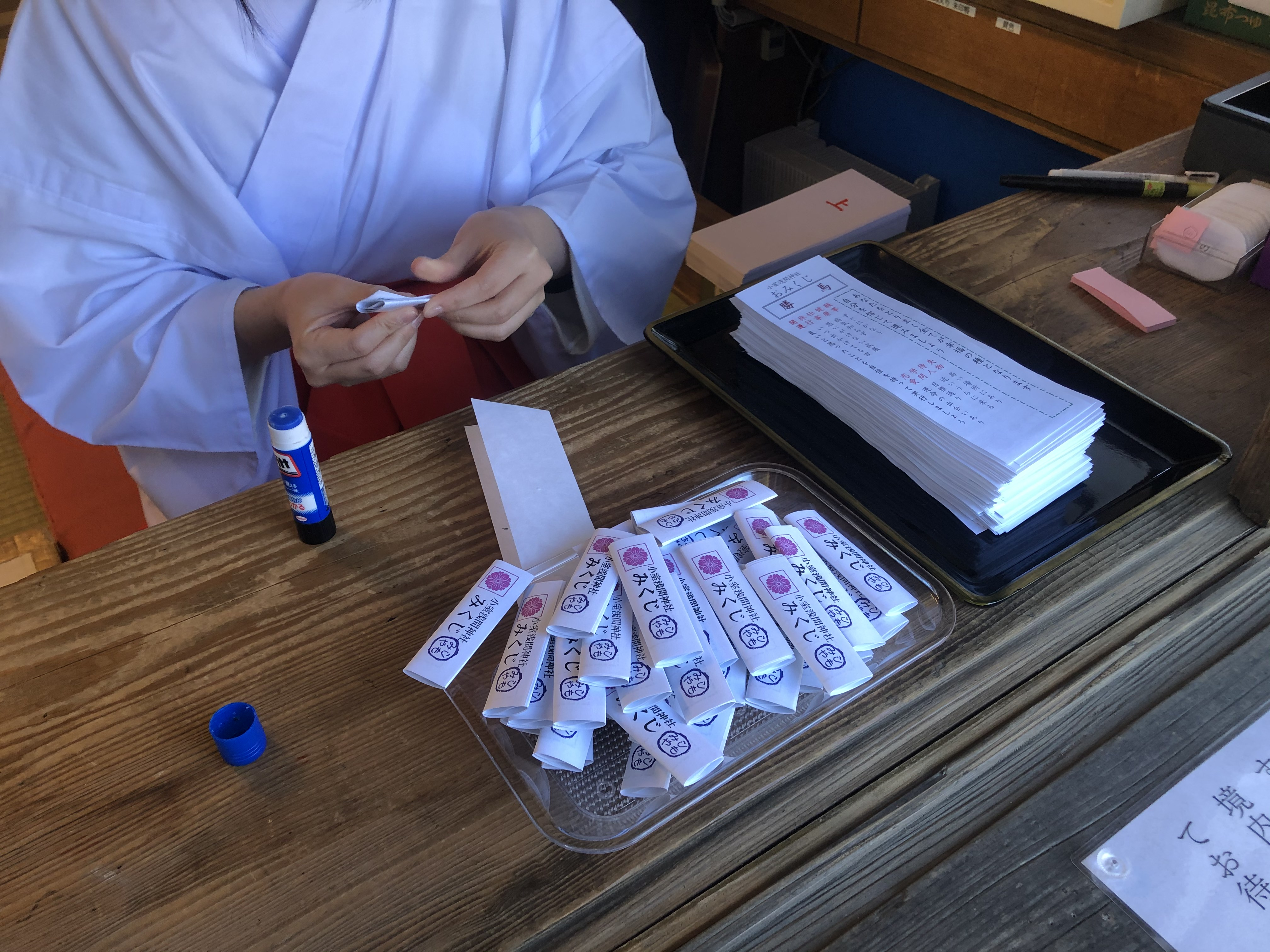
神籤の独自奉製の一例（冨士山下宮小室浅間神社）受付で神籤を奉製している巫女

### 籤引きの方式
籤引きの方式には色々あるが、代表的なものには次のようなものがある。
- みくじ棒と呼ばれる細長い棒の入った角柱あるいは円柱形の筒状の箱（みくじ筒、御神籤箱）を振り、棒を箱の短辺の小さな穴から一本取り出し、棒の端あるいは中央に記された番号と同じ籤（みくじ箋）を受付あるいは専用の整理箱から受け取るもの。おみくじの発祥とされる元三大師みくじ（元三大師百籤）の方式も第一番大吉から第一百番凶まで通し番号になっており、みくじ筒から引き当てた番号と紙くじを引き換える方式であった[3]。
  - みくじ筒から取り出す過程は参詣者が行うことが多いが、戸隠神社では神職が祝詞をあげながら行う形式である（希望する参詣者が受付で年齢を告げて神職が祝詞の中で希望者の年齢や男女の別を告げながら行う）[7]。
  - みくじ筒は両手で抱えられる程度の大きさ・重さのものが多いが、神社によっては一人では抱えられないほど巨大なものもある。みくじ棒が竹製である場合にはみくじ竹ともいう。
- 予め折り畳まれた籤（みくじ箋）を専用の箱に入れるか三方などの上に置いておき、それを参詣者が直接選ぶもの。2019年コロナウイルス感染症の影響により、みくじ筒を廃止して並べられたものを直接参詣者が選ぶ方式に替えた神社もある[8]。
- 自動販売機（頒布機）に発売金額分の硬貨を投入して得るもの。先述の女子道社が、おみくじの自動販売機の実用新案を登録したのは大正期のことであった[6]。

### 内容

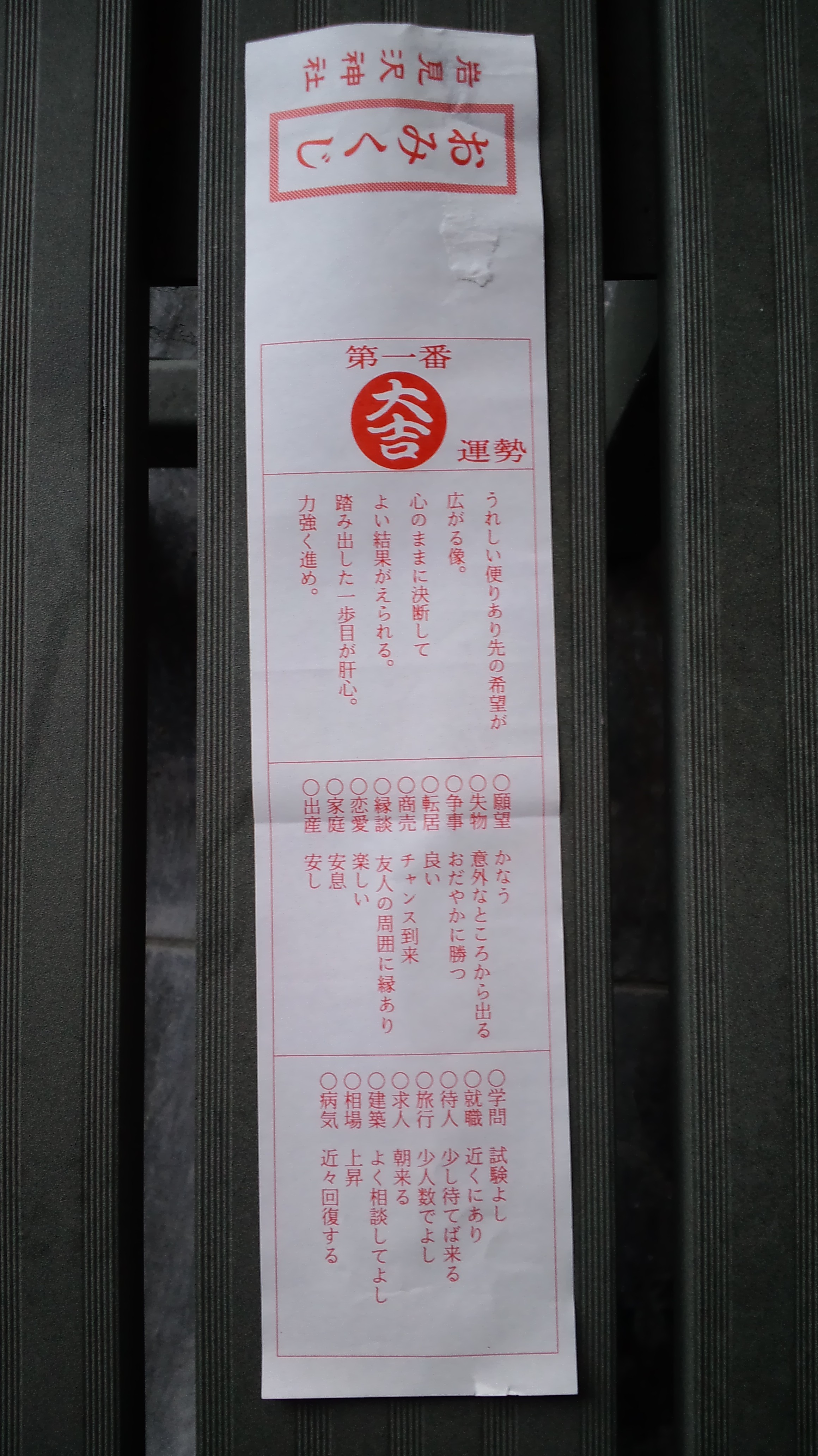
おみくじの一例（岩見沢神社：北海道）
和歌・漢詩などが添えられていないタイプ

みくじ箋の内容は番号、吉凶、本文（願事、病事、待人、争事、縁談、学問、商売など）などで構成されている。
- 番号
- 運勢の説明（概略）
- 吉凶

「大吉・吉・中吉・小吉・凶」などの吉凶の語で書かれる。この順で運勢がよいとするのが基本だが、「大吉」の次を「中吉」としたり、区分けを増やして「大吉・吉・中吉・小吉・半吉・末吉・末小吉・平・凶・小凶・半凶・末凶・大凶」とする神社も存在する。
さらに、よりよい（または悪い）運勢を示す「大大吉（大々吉）」「大大凶（大々凶）」、大吉を細分した「向（むこう）大吉」「凶後（のち）大吉」、吉凶の変動が大きいことを示す「未分（いまだわかれず）」「吉凶未分」「吉凶交交（こもごも）」がある神社もある。
偈文に戒めが多かったことから、かつては凶の割合が多かったとされているが、今日においてみくじ箋の吉凶の量の比率は、神社仏閣によって様々である。近年は凶を減らしたり、なくすところもある。ただし、吉凶よりも運勢の説明で何が語られているかが大切であるとされる。
- 和歌・漢詩

おみくじには和歌調のものと漢詩調のものがある。運勢の説明に和歌を添えたり（戸隠神社など）、全体の運勢を御製や御歌で表現している神社（明治神宮など）もある。また、寺のくじでは漢詩が添えられていることもあり、これは「元三大師百籤」がルーツになっているためである。神籤に吉凶の語句が記されず、運勢の説明文・和歌などのみが御籤に記されている寺社もある。
- 個別の運勢（本文）

「願望・健康・体調・仕事・交渉・恋愛・縁談・待人・出産・金運・商売・相場・学問・学業・受験・技芸・転居・旅行・争事」など

### 結び付けの風習

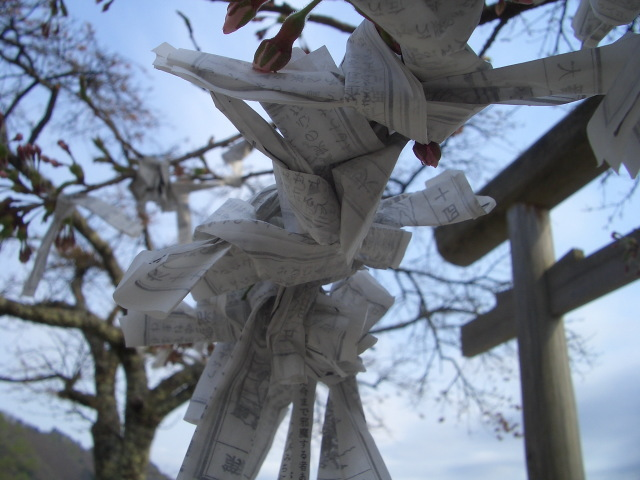
木に結ばれた御神籤

引いた後の神籤を、境内の木の枝などに結ぶ習慣がある。「結ぶ」が恋愛の「縁を結ぶ」に通じることから江戸時代から行われてきた。その後、神様との「縁を結ぶ」として木に結びつけられるようになった。二月堂のように千枚通しのようなものに神籤を刺すところもある。
また、「凶のおみくじを利き腕と反対の手で結べば、困難な行いを達成つまり修行をしたことになり、凶が吉に転じる」という説もある。だが近年、木に結ぶと生育が悪くなるため、参拝者が神籤を結ぶための専用のみくじ掛（2本の柱の間に棒や縄を渡したもの）を設置している寺社もある。

## 中国

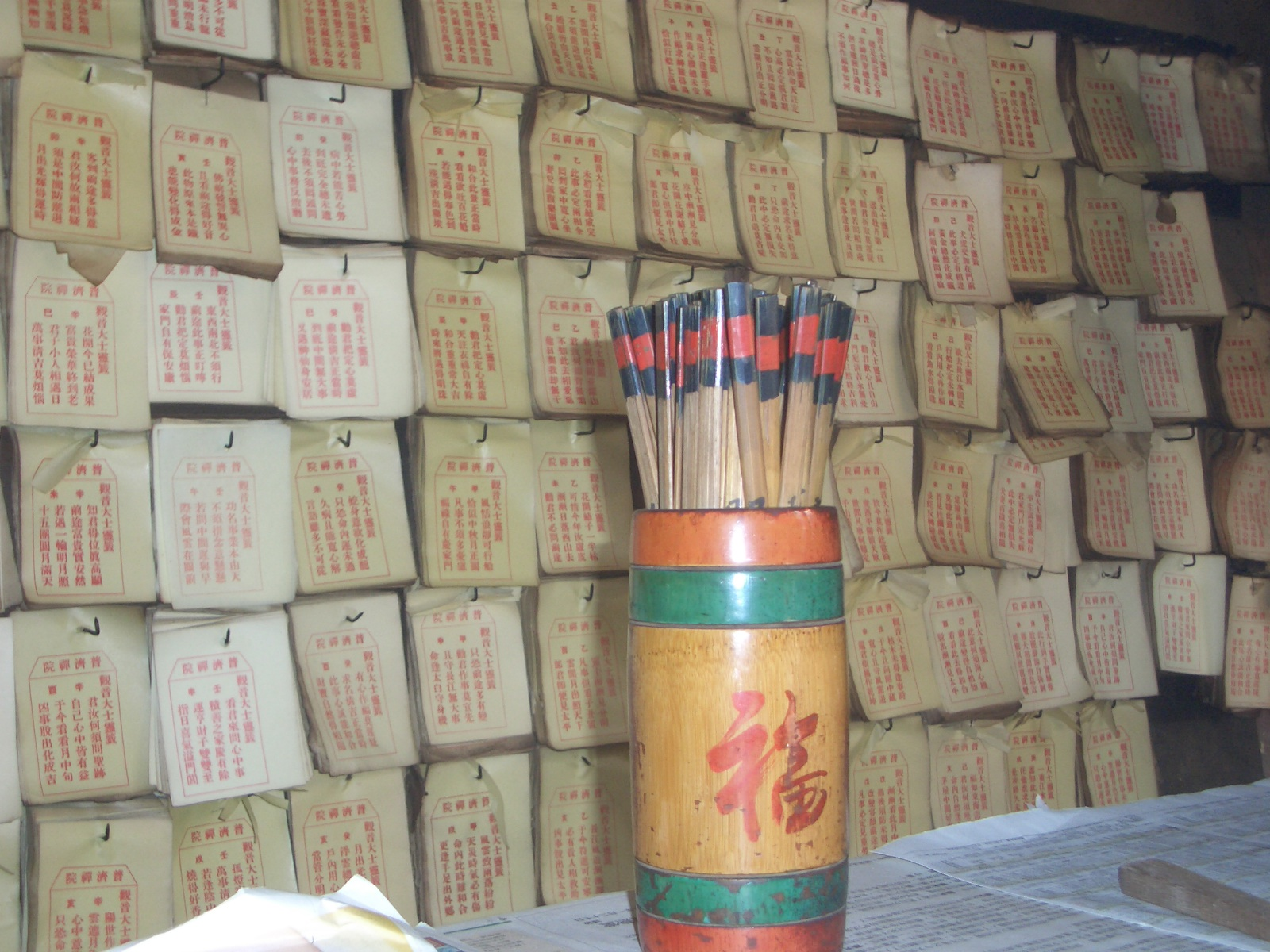
中国のおみくじ

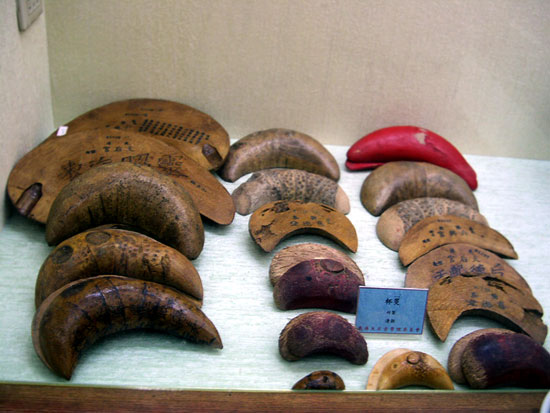
神筈（しんばえ）

中国のおみくじ（zh:籤）は、香港の黄大仙祠などで見られる。籤とは、日本のおみくじに相当する卜具。中国の至るところの寺廟には、神籤（台湾では一般に、聖籤と称す）、または薬籤、杯珓が備えられており、人々は、これらによって神意を占い、この結果によりものごとを決める。日本では横浜中華街の関帝廟などで見られる。
主に病疾・転居・蔡墓・財利・婚姻・尋人・旅行・利禄・求雨・失物・試験・仕事などに係わる吉凶・禍福・祈願などの際に、神意の如何を聴く場合に用いる。竹の筒の中に50 - 100本の籤入っていて、それぞれ先端に干支や番号が記入されている。神意を問うべきものを心に浮かべながら竹筒を動かしていく。籤は、筒の穴から取り出すのではなく、筒の上の口が開いていて、斜めに向けて振り続けていると、籤がだんだん動いてきて、そのうち中の1本が外に落ちる。さらにこの籤が正しいことを確かめるために神筈（しんばえ、ポエ）という2個の三日月形の神具を投げる。2個が表と裏になれば正しい籤とされる。両方とも表、または、両方とも裏の場合は、もう一度おみくじを引き直す。正しい籤となったら、竹の棒に書かれている干支や番号と同じ籤札を受け取る。

## 信奉率
2004年の調査で合計134人の若年層（18 - 25歳）と壮年層（45 - 65歳）では、おみくじを信じるかというアンケートについて、信じると回答した率は、若年28%・壮年46%と、壮年層に信奉傾向がある。